# Rhypholophus varius
Rhypholophus varius là một loài ruồi trong họ Limoniidae. Chúng phân bố ở miền Cổ bắc.